# Marie Frommer
Marie Frommer (17. března 1890 Varšava – 16. listopadu 1976 New York) byla německá architektka, která po emigraci působila ve Spojených státech.

## Život
Pocházela ze židovské rodiny, vyrůstala v Lipsku. Nejdříve získala diplom učitelky. V roce 1911 se zapsala jako čtvrtá studentka architektury na Královské technické vysoké škole v Charlottenburgu (dnes Technická univerzita v Berlíně). Byla jednou z šesti žen mezi 353 posluchači. Techniku ukončila roku 1916 jako diplomovaný inženýr. Od 1917 do 1919 absolvovala studium stavitelství měst na Technické vysoké škole v Drážďanech a promovala s disertací na téma „Říční tok a rozvoj měst“ (byla první ženou, která na drážďanské architektuře získala doktorát). Po několika letech praxe v drážďanské městské správě a v soukromých kancelářích založila r. 1925 vlastní samostatnou architektonickou kancelář v Berlíně. K jejím projektům patřily obchody, obchodní domy, banky, úřední budovy a hotel. Zároveň prováděla na vznikajících stavbách stavební dozor. Přitom se snažila obohacovat své návrhy o nové, dosud neobvyklé aspekty jako světelné efekty v obytných zónách, klubech i veřejných budovách, stejně jako o neobyčejný design. V roce 1931 se stala členkou Spolku německých architektek (BDA), jako Židovka ale nebyla přijata roku 1934 do Říšské komory výtvarných umělců, což jí znemožnilo výkon samostatného povolání. Vzhledem ke svému židovskému původu emigrovala v roce 1936 do Londýna, odtud v roce 1940 odjela do New Yorku. Tam si znovu otevřela architektonickou kancelář. Tvořila obchody, kanceláře a kluby. V červenci 1944 uveřejnil časopis Progressive architecture – pencil points její návrh klubu, na němž pracovala spolu s Paulem Bryem. Neobyčejně úzký hluboký prostor byl členěn jednoduchými, ale přitom účinnými výtvarnými prostředky a jeho rozměry byly zvětšovány světlem a zrcadlovými plochami. Další publikované návrhy odrážely její úspěšnou činnost architektky a interiérové návrhářky. Její obchody, koncipované až k detailům nábytku, vycházely z principů nové věcnosti architektury 20. let 20. stol. v Německu. Jsou ovlivněny zajímavými účinky světla a výraznou volbou materiálů a barev. Její tvorba odrážela principy expresionismu i nové věcnosti s důrazem na barevnost, světelné a tvarové experimenty. Až do roku 1946 pracovala jako architektka státu New York. Časopis The Architectural Record ji v roce 1948 představil jako jednu z deseti úspěšných amerických architektek. Roku 1953 se stala členkou Amerického institutu architektů (AIA).

## Dílo
- 20. léta – Módní obchod Leiser na Königstraße, Berlín[3][4]
- 20. léta – Dům Fränkel, Berlín-Dahlem[5]
- po r. 1924 – Obchod obuvi „El Greco“, Paříž-Deauville[6]
- 1929 – přestavba hotelu Vila Majestic, Berlín-Wilmersdorf (hotelový dům pro svobodné zaměstnané ženy). Jednalo se zčásti o novostavbu, zčásti o rekonstrukci. Každý obytný prostor dostal vlastním vnitřním vybavením a rozdílným dekorem individuální charakter. Veřejné prostory a společné místnosti v přízemí se staly centrem ženských aktivit v Berlíně. Bydlely zde umělkyně, spisovatelky, filmařky, intelektuálky.
- 1930 – obchodní dům Textilia (později Módní dům Ostravice), Moravská Ostrava. Dům byl v letech 1928–1929 vestavěn na lichoběžníkovém půdoryse mezi starší objekty. Savnostně byl obchodní dům otevřen 3. března 1930[7]. Do ulice se obrací devítiosým zalomeným průčelím, v parteru s obdélnými výkladci a v patrech původně s horizontálně dělenými okny s větračkou. Na nároží v prvním až třetím patře balkony s obchodní značkou T v zábradlí. V interiéru volný půdorys, prostorově zdůrazněný od přízemí až po střechu dynamickým světlíkem s reprezentativním dvojramenným schodištěm pro návštěvníky a s jednoduchým dvojramenným schodištěm pro personál. Horní podlaží určeno pro administrativu. Dům je příkladem art déco, v roce 1934 propojen se sousedním nárožním domem čp. 284.[8]
- 1945 – Knihovna advokátní kanceláře Mansbach&Paley, New York[5]